# Московская (станция метро, Нижний Новгород)
«Моско́вская» — совмещённая пересадочная станция Автозаводской и Сормовско-Мещерской линий Нижегородского метрополитена. От станции идут четыре направления: к станциям «Стрелка» и «Горьковская» в одну сторону и «Чкаловская» и «Канавинская» в другую. Станция построена как кросс-платформенная пересадка между линиями. Также является пересадочным узлом на станцию городской электрички и НЦД Нижний Новгород-Московский. В 1985—2012 гг. являлась конечной для Автозаводской и Сормовско-Мещерской линий, а в 2012—2018 гг. на станции действовало вилочное движение.
Расположена в Канавинском районе, рядом с ней находятся Московский вокзал, здание Управления метрополитена и Центральный универмаг.
До открытия станции «Нижегородская» Московского метрополитена была самой широкой в России.

## История
Строительство станции было начато в 1977 году. «Московская» строилась открытым способом, из-за чего было перекрыто множество дорог и привокзальная площадь. Станция сразу же строилась под перспективные две линии, что сделало её самой большой в СССР (а в современной России — вплоть до 27 марта 2020 года). Помимо самой станции была сооружена разветвлённая сеть пешеходных тоннелей на подходе к ней. Часть из них соединила станцию метро с Московским вокзалом и Московским шоссе. Последний такой тоннель был построен в 2018 году и соединил станцию с Центральным универмагом.
Во время строительства станции, в 1984 году, в её котловане обрушились стены. В результате погибли двое рабочих из студенческой бригады. Этот несчастный случай послужил рождению «городской легенды» о призраках, блуждающих по тоннелям и станции. Работники станции рассказывали, что будто слышали в тоннелях странные звуки: стоны, скрежет железа или стук отбойных молотков. Однако люди относятся к этому скептически и полагают, что посторонние звуки в тоннелях являются следствием проникновения и деятельности диггеров.
Станция была открыта 20 ноября 1985 года в составе первого пускового участка Нижегородского метрополитена «„Московская“ — „Пролетарская“».
С 1985 по 1993 год она была конечной для тогда единственной Автозаводской линии. После открытия первого участка Сормовской линии «Московская» — «Канавинская» — «Бурнаковская» она стала конечной и для неё. На станции было организовано вилочное движение — поезда Автозаводской линии «разворачивались» на станции и продолжали свой путь уже по Сормовской линии. 4 ноября 2012 года, после открытия станции «Горьковская», она перестала быть конечной для Автозаводской линии, но при этом половина поездов шла до «Горьковской», а остальные — до «Буревестника». После открытия станции «Стрелка» 12 июня 2018 года станция перестала быть конечной для Сормовско-Мещерской линии (в июле — ноябре 2018 года прямое сообщение между линиями восстанавливалось в период с 22:00 до 0:15).

### Название
Своё название получила по Московскому вокзалу и Московскому шоссе. В проекте имела название «Московский вокзал».

## Вестибюли и пересадки
Имеет два подземных вестибюля для входа и выхода пассажиров. Выход из юго-западного зала ведёт в длинный подземный переход, ведущий, в свою очередь, к железнодорожному вокзалу, к Московскому шоссе, на площадь Революции и в здание Центрального универмага. Выход из северо-восточного зала ведёт на улицы Вокзальную и Литвинова. С двух сторон на каждую из платформ ведут по паре лестниц и эскалаторов. 
С 4 ноября 2012 года на станции располагается мост для перехода с Автозаводской линии на Сормовско-Мещерскую.
На станции присутствует кросс-платформенная пересадка при движении в направлениях «Буревестник» — «Горьковская» и  «Стрелка» — «Парк культуры». В отличие от остальных кросс-платформенных станций российских метрополитенов (например, «Петровско-Разумовской» или «Технологического института»), где пассажиры переходят между поездами одного направления, пересадка на «Московской» осуществляется между поездами, следующими в противоложных направлениях.

## Значение для города
Станция расположена у железнодорожного вокзала, под площадью Революции. Помимо пересадок между линиями метрополитена, используется для пересадки на поезда городской электрички, поезда пригородного назначения, и для пассажирских поездов дальнего следования. Также у станции расположен один из крупных пересадочных узлов на наземный транспорт: на автобусы, маршрутки, троллейбусы и трамваи.

## Расположенные у метро объекты
- Железнодорожный вокзал
- Здание управления метрополитена
- Центральный универмаг (ЦУМ)
- Торговый центр «Мебельный базар» (выход из вестибюля к Московскому шоссе)
- Ресторан «Бургер Кинг»
- Торговый центр «Республика»
- Гордеевский Универмаг (выход из вестибюля к Московскому шоссе)
- Техникум железнодорожного транспорта
- Торговый центр «Чкалов»
- Центральный рынок
- Торговый центр «Канавинский»
- Пригородный вокзал (выход из вестибюля к Московскому шоссе)

## Архитектура и оформление
Пятипролётная колонная станция мелкого заложения (одна из двух в России наряду с «Нижегородской» Московского метрополитена), расположена на глубине 6 метров. Путевые стены отделаны красным и белым мрамором, образующим узор в форме зубцов стены Московского Кремля. Путевые стены выложены мрамором «салиэти», колонны мрамором «коелга». Станция освещается яркими светильниками из стекла и анодированного под бронзу алюминия, размещёнными по три с каждой стороны всех колонн. На потолке, расчерченном на квадраты, светильников нет. Пол выложен квадратами из красного и серого гранита. Кассовые залы украшены четырьмя тематическими панно (у лестничных маршей), выполненными в технике флорентийской мозаики и изображающими историю и современность Москвы. На станции имеется 6 комплектов интервальных часов.

## Расписание
| станция         | первый поезд | последний поезд |
| --------------- | ------------ | --------------- |
| «Горьковская»   | 05:20        | 00:25           |
| «Буревестник»   | 05:20        | 00:17           |
| «Парк Культуры» | 05:25        | 00:20           |
| «Стрелка»       | 05:15        | 00:35           |

## Привязка общественного транспорта
Возле станции «Московская» проходит несколько маршрутов городского общественного транспорта:

### Городская электричка
| # | Название линии | Конечные станции                                    | Количество станций |
| - | -------------- | --------------------------------------------------- | ------------------ |
| 1 | Сормовская     | Нижний Новгород-Московский — Починки                | 7                  |
| 3 | Приокская      | Нижний Новгород-Московский — о.п. Проспект Гагарина | 12                 |
|   | Всего:         |                                                     | 19                 |

### Автобусные маршруты
| №  | Пересадки                                                        | Конечный пункт 1        | Следует по улицам | Конечный пункт 2      |
| -- | ---------------------------------------------------------------- | ----------------------- | --- | --------------------- |
| 3  | Канавинская Кооперативная Починки                                | Высоково                | ул. Полтавская, ул. Белинского, ул. Ванеева, пл. Свободы, ул. Варварская, пл. Минина и Пожарского, Зеленский съезд, Нижне-Волжская набережная, пл. Ленина, ул. Советская, Московское шоссе, пр. Героев, ул. Просвещенская, ул. Рябцева, ул. Чаадаева, ул. Мирошникова, ул. Лобачевского, ул. Черняховского, ул. Циолковского, ул. Культуры, ул. Коминтерна, пер. Союзный, ул. Сутырина, ул. Старая Канава, ул. Новосельская, ул. Баренца, пр. Кораблестроителей, ул. Зайцева | ЗКПД-4                |
| 7  | Стрелка Ленинская                                                | Стрелка                 | ул. К. Маркса, ул. С. Акимова, пл. Революции, ул. Долгополова (обратно — ул. Литвинова), ул. Июльских Дней, пл. Комсомольская, ул. Голубева, ул. Баумана, ул. Героя Попова | 7 проходная ГАЗ       |
| 9  | Ленинская Заречная Двигатель Революции Пролетарская              | Завод «Красное Сормово» | ул. Коминтерна, ул. Бурнаковская, ул. С. Акимова, ул. Совнаркомовская, ул. Советская, пл. Революции, ул. Долгополова (обратно — ул. Литвинова), ул. Июльских Дней, пр. Ленина, ул. Переходникова, пр. Бусыгина, ул. Львовская, ул. Плотникова, ул. Краснодонцев, пр. Ильича, ул. Красноуральская, ул. Спутника, ул. Толбухина, ул. Мончегорская | Улица Космическая     |
| 19 | Ленинская Заречная                                               | Высоково                | ул. Полтавская, ул. Белинского, пл. Сенная, ул. Минина, пл. Минина и Пожарского, Зеленский съезд, Нижне-Волжская набережная, пл. Ленина, ул. Советская, пл. Революции, ул. Прокофьева, ул. А. Пешкова, ул. Приокская, ул. Интернациональная, ул. Июльских Дней, пр. Ленина, ул. Самочкина, ул. Кировская, ул. Премудрова (обратно — ул. Волочильная, ул. Дружбы), ул. Порт-Артурская                                                                                         | пос. Дачный           |
| 26 | Горьковская                                                      | Улица Долгополова       | ул. Литвинова (обратно — ул. Долгополова), пл. Революции, ул. Советская, пл. Ленина, Похвалинский съезд, пл. Горького, ул. Б. Покровская, пл. Лядова, пр. Гагарина, ул. Бекетова, пл. Советская, ул. Ванеева, ул. Козицкого | мкр. Кузнечиха-2      |
| 43 | Горьковская проспект Гагарина                                    | Улица Долгополова       | ул. Литвинова (обратно — ул. Долгополова), пл. Революции, ул. Советская, пл. Ленина, Похвалинский съезд, пл. Горького, ул. Б. Покровская, пл. Лядова, пр. Гагарина | Автовокзал «Щербинки» |
| 45 | Канавинская Горьковская Кооперативная                            | Верхние Печёры          | Казанское шоссе, ул. Родионова, пл. Сенная, ул. Минина, пл. Минина и Пожарского, Зеленский съезд, Нижне-Волжская набережная, Похвалинский съезд, пл. Горького, ул. Одесская, Метромост, Московское шоссе, ул. Рябцева, ул. Авиационная, ул. Чаадаева, ул. Мирошникова, ул. Лобачевского, ул. Черняховского, ул. Циолковского, ул. Светлоярская, пр. 70-летия Октября, пр. Кораблестроителей                                                                                  | ЗКПД-4                |
| 48 | Канавинская 435 км Н.Новгород-Сортировочный                      | Улица Долгополова       | ул. Литвинова (обратно — ул. Долгополова), пл. Революции, ул. Советская, Московское шоссе, ул. Лесной Городок, ул. Ухтомского, ул. Электровозная, ул. Движенцев, ул. Гороховецкая | пос. Сортировочный    |
| 57 | Стрелка Канавинская Кооперативная Копосово Дубравная             | Стрелка                 | ул. К. Маркса, ул. С. Акимова, Московское шоссе, пр. Героев, ул. Просвещенская, ул. Рябцева, ул. Чаадаева, ул. Мирошникова, ул. Лобачевского, ул. Черняховского, ул. Циолковского, ул. Федосеенко, ул. Коновалова, пр. Кораблестроителей, ул. Стрелковая, ул. Планировочная, ул. Новые Пески, ул. Ясная | пос. Дубравный        |
| 61 |                                                                  | Верхние Печёры          | Казанское шоссе, ул. Бринского, ул. Н. Сусловой, ул. Ванеева, пл. Свободы, ул. Варварская, пл. Минина и Пожарского, Зеленский съезд, Нижне-Волжская набережная, пл. Ленина, ул. Советская, пл. Революции, ул. Долгополова (обратно — ул. Литвинова) | Улица Долгополова     |
| 66 | Стрелка Ленинская Заречная Двигатель Революции                   | Стрелка                 | ул. К. Маркса, ул. С. Акимова, ул. Мурашкинская, ул. Совнаркомовская, ул. Советская, пл. Революции, ул. Долгополова (обратно — ул. Литвинова), ул. Июльских Дней, пр. Ленина, Мызинский мост, пр. Гагарина | Автовокзал «Щербинки» |
| 69 | Стрелка Канавинская 435 км Пролетарская Счастливая Парк культуры | Стрелка                 | ул. К. Маркса, ул. С. Акимова, Московское шоссе, ул. Кузбасская, ул. Удмуртская, ул. Новикова-Прибоя, ул. Переходникова, пр. Бусыгина, ул. Дьяконова, пр. Октября, пл. Киселёва, ул. Веденяпина, Южное шоссе, ул. Я. Купалы, Южный бульвар | Улица Янки Купалы     |
| 71 | Канавинская Бурнаковская Буревестник Варя Починки                | Площадь Свободы         | ул. Варварская, пл. Минина и Пожарского, Зеленский съезд, Нижне-Волжская набережная, пл. Ленина, ул. Советская, Московское шоссе, Сормовское шоссе, ул. Коминтерна, Союзный пер., ул. Ногина, ул. Старая Канава, пр. Кораблестроителей, ул. Коновалова, ул. Федосеенко | Улица Федосеенко      |
| 80 |                                                                  | Улица Долгополова       | ул. Литвинова (обратно — ул. Долгополова), пл. Революции, Метромост, ул. Одесская, пр. Гагарина, ул. Бекетова, ул. Нартова, ул. Корейская, ш. Анкудиновское, ул. Цветочная, ул. Сахарова, ул. Ванеева, ул. Рокоссовского | мкр. Кузнечиха-2      |
| 89 | Чаадаево Канавинская Ленинская                                   | пос. Новая Стройка      | ул. Чаадаева, ул. Ярошенко, ул. Рябцева, Московское шоссе, пл. Революции, ул. Долгополова (обратно — ул. Литвинова), ул. Июльских Дней, пр. Ленина, пл. Комсомольская, ул. Голубева, ул. Баумана, ул. Памирская | Улица Памирская       |
| 90 | Канавинская Бурнаковская Буревестник Варя Починки                | Верхние Печёры          | Казанское шоссе, ул. Родионова, пл. Сенная, ул. Минина, пл. Минина и Пожарского, Зеленский съезд, Нижне-Волжская набережная, пл. Ленина, ул. Советская, Московское шоссе, Сормовское шоссе, ул. Коминтерна, ул. Свободы, ул. Б. Починковская, ул. Бутырская, ул. Новосельская, пр. Кораблестроителей | ЗКПД-4                |
| 92 | Бурнаковская Канавинская                                         | мкр. Цветы              | ул. Цветочная, ул. академика Сахарова, ул. Ванеева, пл. Свободы, ул. Варварская, пл. Минина и Пожарского, Зеленский съезд, Нижне-Волжская набережная, пл. Ленина, ул. Советская, Московское шоссе, Сормовское шоссе, ул. Куйбышева, ул. Акмолинская, ул. Бурнаковская | Бурнаковский рынок    |
| 95 | Канавинская Бурнаковская Буревестник Варя Дубравная              | Площадь Свободы         | ул. Варварская, пл. Минина и Пожарского, Зеленский съезд, Нижне-Волжская набережная, пл. Ленина, ул. Советская, Московское шоссе, Сормовское шоссе, ул. Коминтерна, ул. Свободы, ул. Хальзовская, ул. КИМа, ул. Ясная, ул. Землячки, ул. Ужгородская | пос. Дубравный        |

#### Пригородные и междугородние
| №    | Конечный пункт 2            |
| ---- | --------------------------- |
| 210  | посёлок Берёзовая Пойма     |
| 222  | Посёлок Октябрьский         |
| 229  | Большое Пикино              |
| 235  | Моховые горы (г. Бор)       |
| 237  | Сады 1 фабрика              |
| 245  | 2-й микрорайон (г. Бор)     |
| 303  | Моховые горы (г. Бор)       |
| 319  | посёлок Большое Козино      |
| 401К | 8 микрорайон (г. Дзержинск) |

### Троллейбусные маршруты
| №  | Пересадки            | Конечный пункт 1  | Следует по улицам                                                                     | Конечный пункт 2           |
| -- | -------------------- | ----------------- | ------------------------------------------------------------------------------------- | -------------------------- |
| 10 | Стрелка Канавинская  | Мещерское озеро   | ул. Пролетарская, Мещерский бульвар, ул. С. Есенина, ул. Должанская, Московское шоссе | Агрокомбинат «Горьковский» |
| 15 | Канавинская Чаадаево | Московский вокзал | Московское шоссе, пр. Героев, ул. Просвещенская, ул. Рябцева, ул. Чаадаева            | Чаадаево                   |

- Маршрутное такси:
  - № т3 «Ул. Долгополова — Метромост — А/С „Щербинки“»
  - № т13 «Пл. Революции — ул. Баумана — мкр. Юг»
  - № т34 «Ул. Долгополова — пл. Свободы — Верхние Печёры»
  - № т37 «Пл. Горького — Ж/Д станция „Петряевка“»
  - № т40 «Ул. Усилова — пр. Ленина — мкр. Юг»
  - № т45 «Верхние Печёры — пл. Ленина — ЗКПД-4»
  - № т49 «метро „Стрелка“ — ул. Кузбасская — ул. Космическая»
  - № т57 «Верхние Печёры-5 — ул. Белинского — Красное сормово»
  - № т67 «метро „Стрелка“ — пр. Ленина — ул. Космическая»
  - № т74 «Ул. Долгополова — пл. Минина и Пожарского — Верхние Печёры»
  - № т86 «метро „Стрелка“ — ул. Баумана — А/С „Щербинки“»
  - № т87 «катер „Герой“ — мкр. Аэродромный — ЖК „Торпедо“»
  - № т91 «Ул. Долгополова — ул. Бекетова — ул. Кащенко»
  - № т138 «метро „Стрелка“ — пр. Ленина — Соцгород-2»

### Трамвайные маршруты
| №   | Пересадки                                                     | Конечный пункт 1  | Следует по улицам | Конечный пункт 2    |
| --- | ------------------------------------------------------------- | ----------------- | --- | ------------------- |
| 3   | Чкаловская Ленинская                                          | Московский вокзал | ул. Чкалова, ул. Октябрьской Революции, пл. Комсомольская, ул. Профинтерна, ул. Г. Успенского                                                                                         | Парк «Дубки»        |
| 6   | Буревестник Варя Кооперативная                                | Московский вокзал | ул. Гордеевская, ул. Народная, Сормовское шоссе, ул. Коминтерна (назад — ул. Черняховского), ул. Исполкома, ул. Вождей Революции, ул. Коммуны                                         | полукольцевой       |
| 7   | Буревестник Варя Кооперативная                                | Московский вокзал | ул. Гордеевская, ул. Народная, Сормовское шоссе, ул. Черняховского (назад — ул. Коминтерна), ул. Коммуны, ул. Вождей Революции, ул. Исполкома                                         | полукольцевой       |
| 27  | Чкаловская Ленинская                                          | Московский вокзал | ул. Чкалова, ул. Октябрьской Революции, пл. Комсомольская, ул. М. Ямская, пл. Лядова, ул. Белинского, ул. Ошарская, ул. Кузнечихинская, ул. Н. Сусловой                               | Трамвайное депо № 1 |
| 417 | Чкаловская Пролетарская Автозаводская Комсомольская Кировская | Московский вокзал | ул. Чкалова, ул. Обухова, ул. Климовская, ул. Зелёная, ул. Дружбы, ул. Аксакова, ул. Новикова-Прибоя, ул. Переходникова, пр. Ленина, пр. Кирова, ул. Красных Партизан, пр. Молодёжный | 52 квартал          |

## Путевое развитие
С 20 декабря 1993 по 4 ноября 2012 года на станции происходила смена направления движения всех поездов с правостороннего (Автозаводская линия) на левостороннее (Сормовско-Мещерская линия). Время стоянки поездов перед переходом с линии на линию составляло две минуты. С 5 ноября 2012 года по 12 июня 2018 года (а также в августе — ноябре 2018 года с 22:00 до окончания движения поездов) в Нижегородском метрополитене применялось вилочное движение — со стороны станции «Парк культуры» поезда шли до станции «Московская», после этого каждый третий поезд следовал до станции «Буревестник» Сормовско-Мещерской линии, а два остальных из трёх — до станции «Горьковская» Автозаводской линии. Перед станцией со стороны «Чкаловской» расположены межлинейные съезды с Автозаводской линии на Сормовско-Мещерскую. Используются для выдачи поездов на Сормовско-Мещерскую линию и с неё, при следовании поездов в депо. После окончания строительства станции «Стрелка» произошло полное разделение линий и сокращение интервалов — на Автозаводской линии от 4 до 7 минут, на Сормовско-Мещерской — от 6 до 9 минут.

## Конфигурация
До открытия аналогичной по конфигурации станции «Нижегородская» Московского метрополитена 27 марта 2020 года «Московская» являлась самой большой станцией в России. Сама станция уникальна. Это единственный пересадочный узел, на платформах которого проходят Автозаводская и Сормовско-Мещерская линии. Также была единственной в России пятипролётной станцией. По центральным путям станции поезда идут по Автозаводской линии, а по боковым путям поезда идут по Сормовско-Мещерской линии.

## Галерея

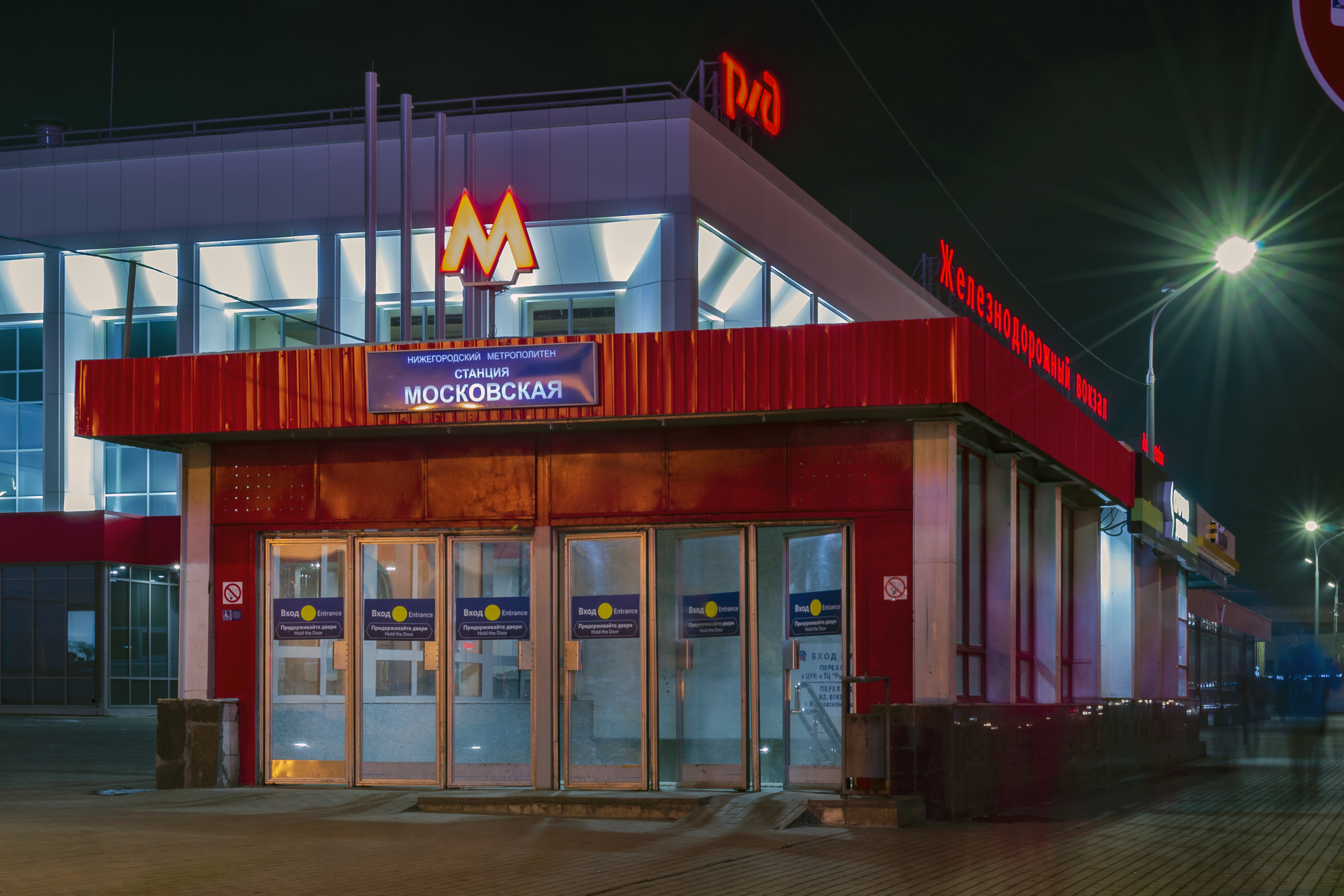
Вход на станцию у Московского вокзала
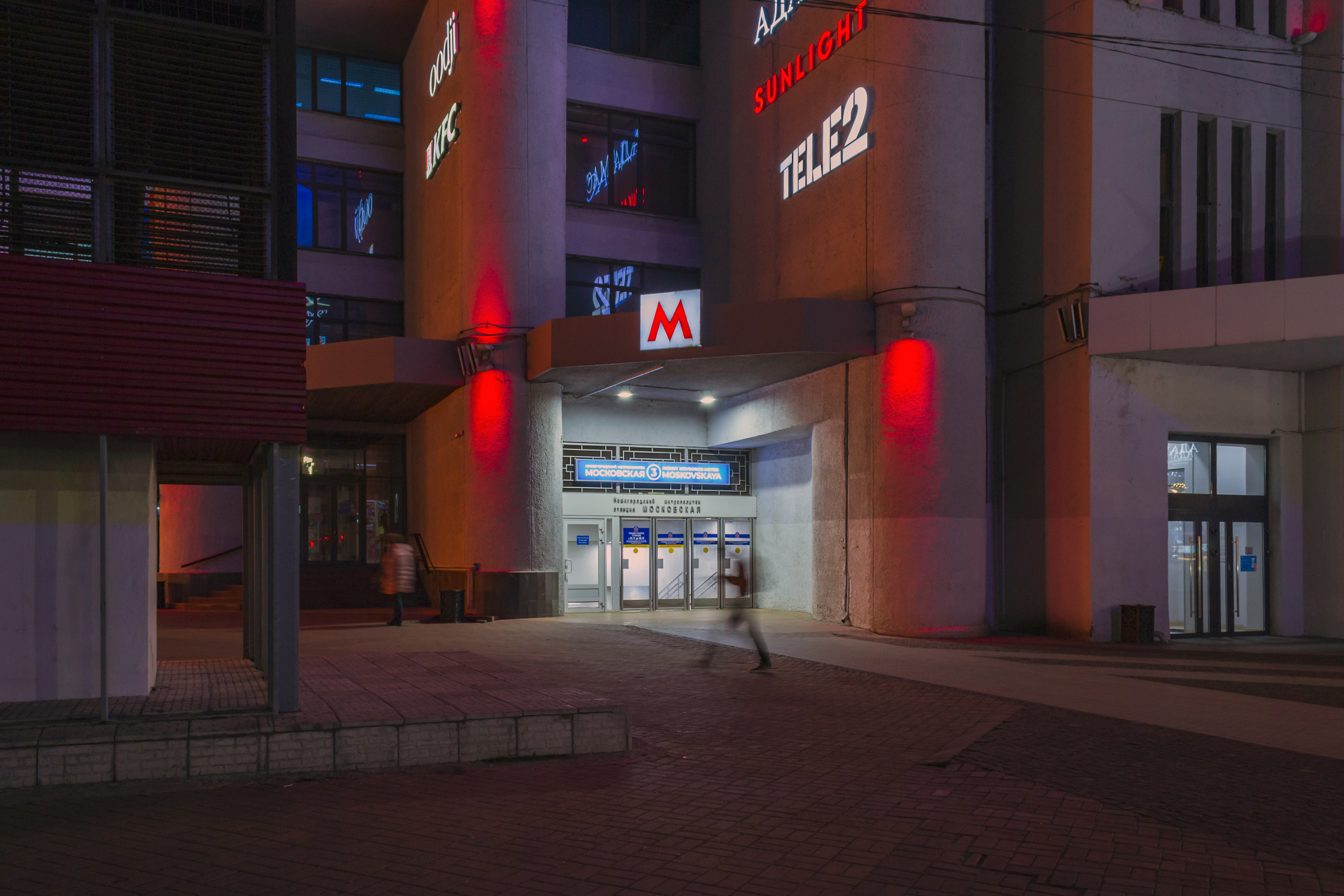
Вход на станцию в здании Центрального универмага
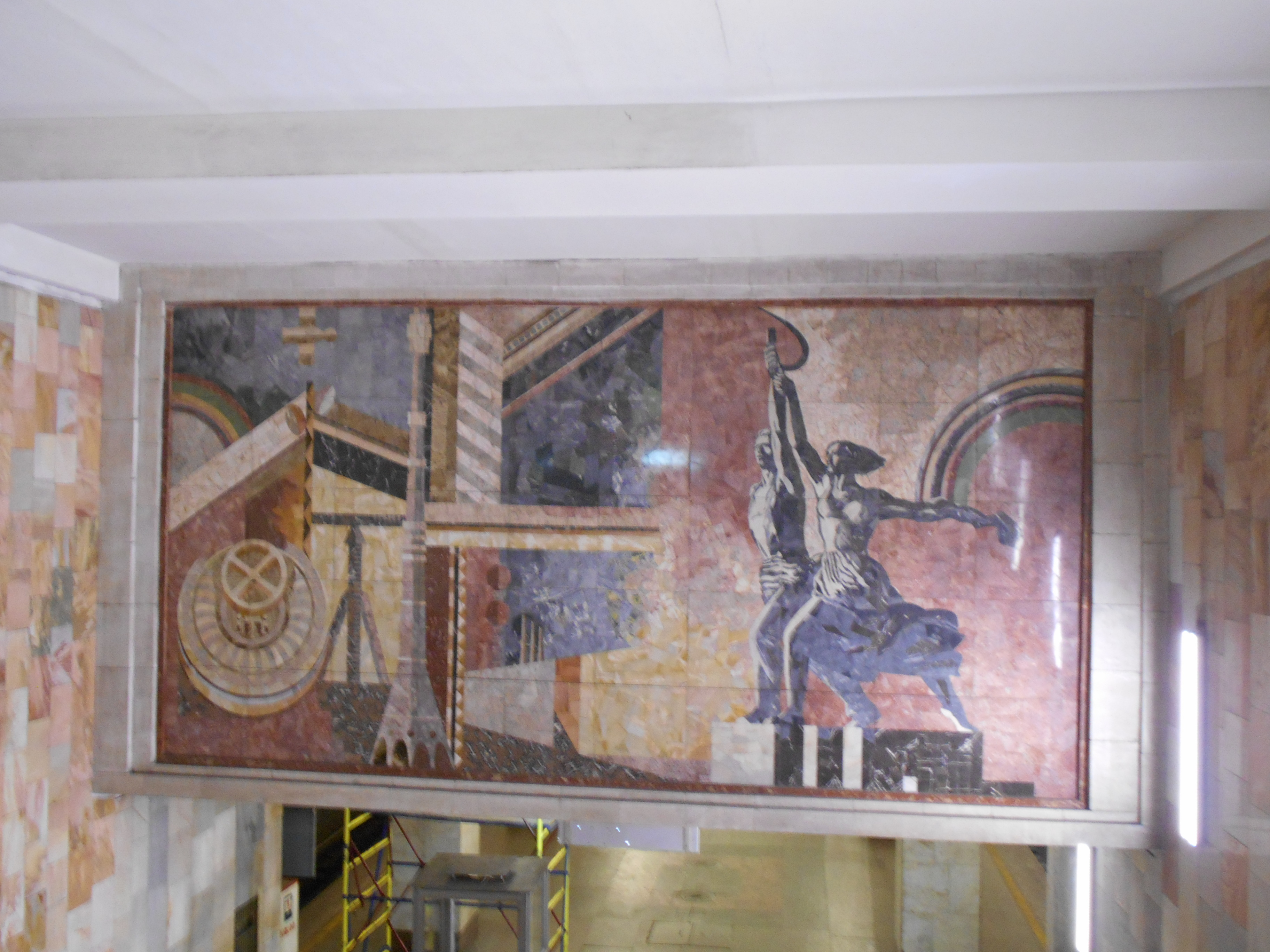
Панно над спуском на платформу
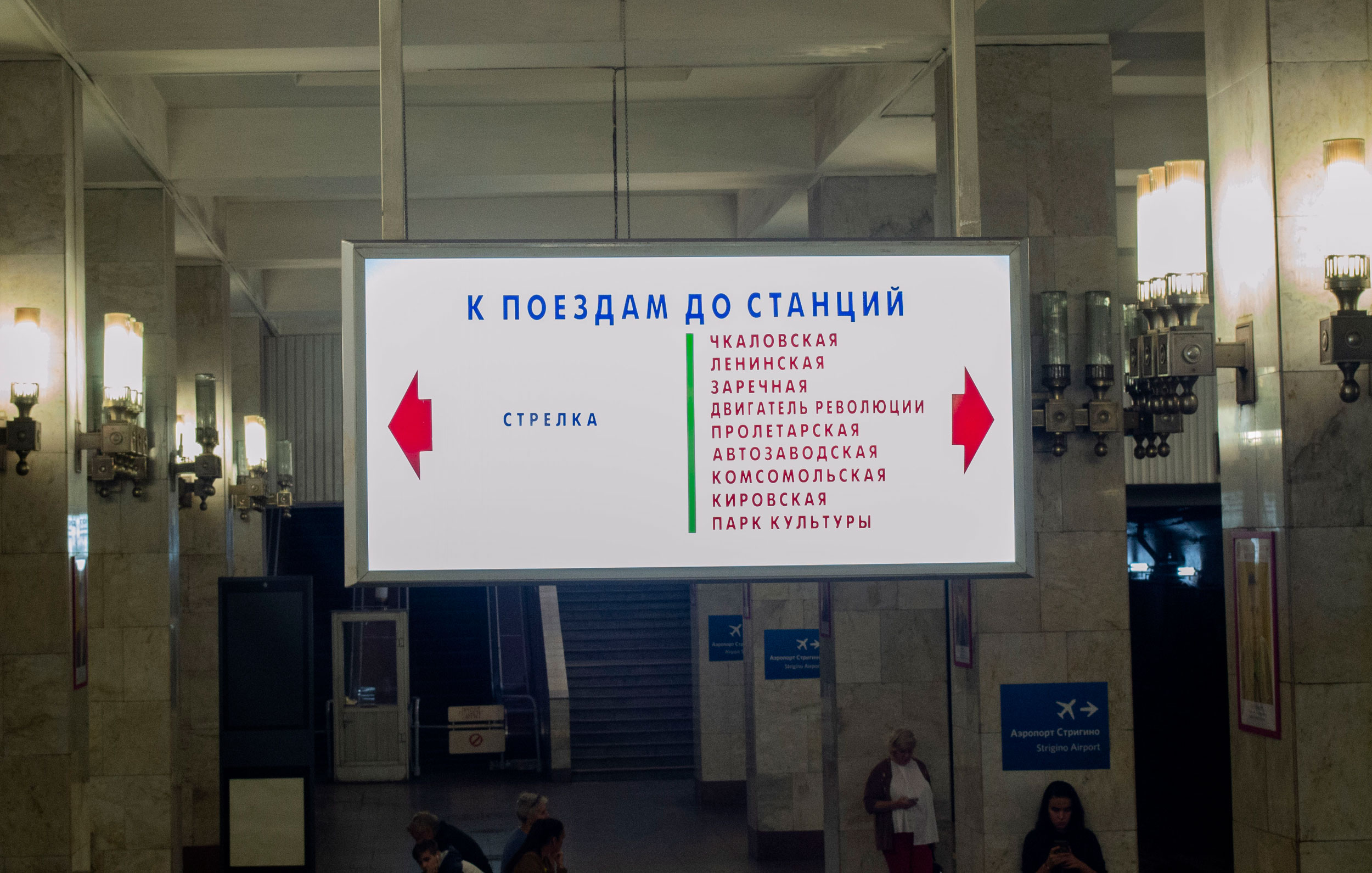
Указатель на платформе (красным шрифтом обозначены станции Автозаводской линии в центре зала, синим — станция Сормовско-Мещерской линии на боковой платформе)
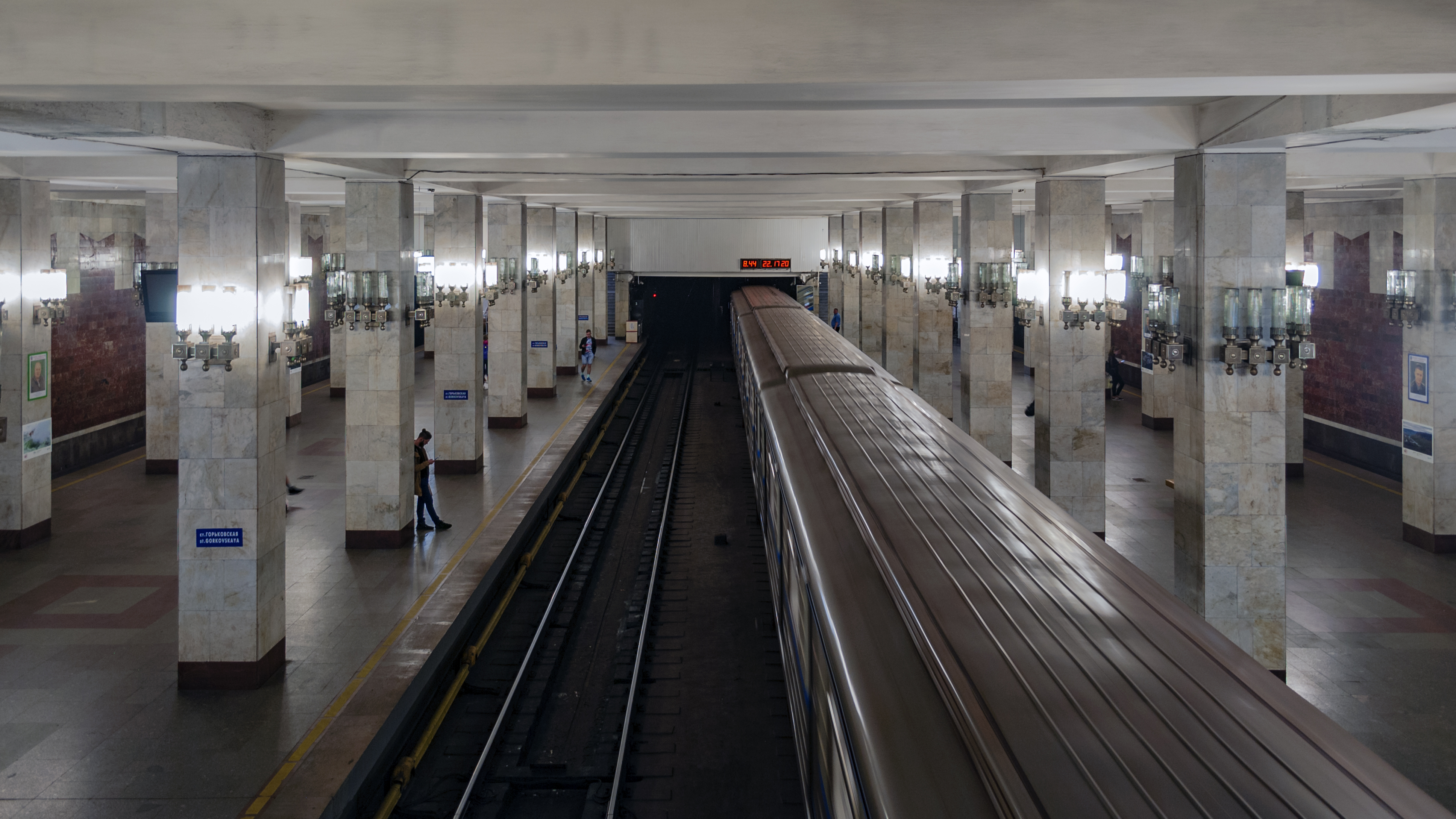
Поезд на центральном пути (Автозаводская линия). Вид сверху
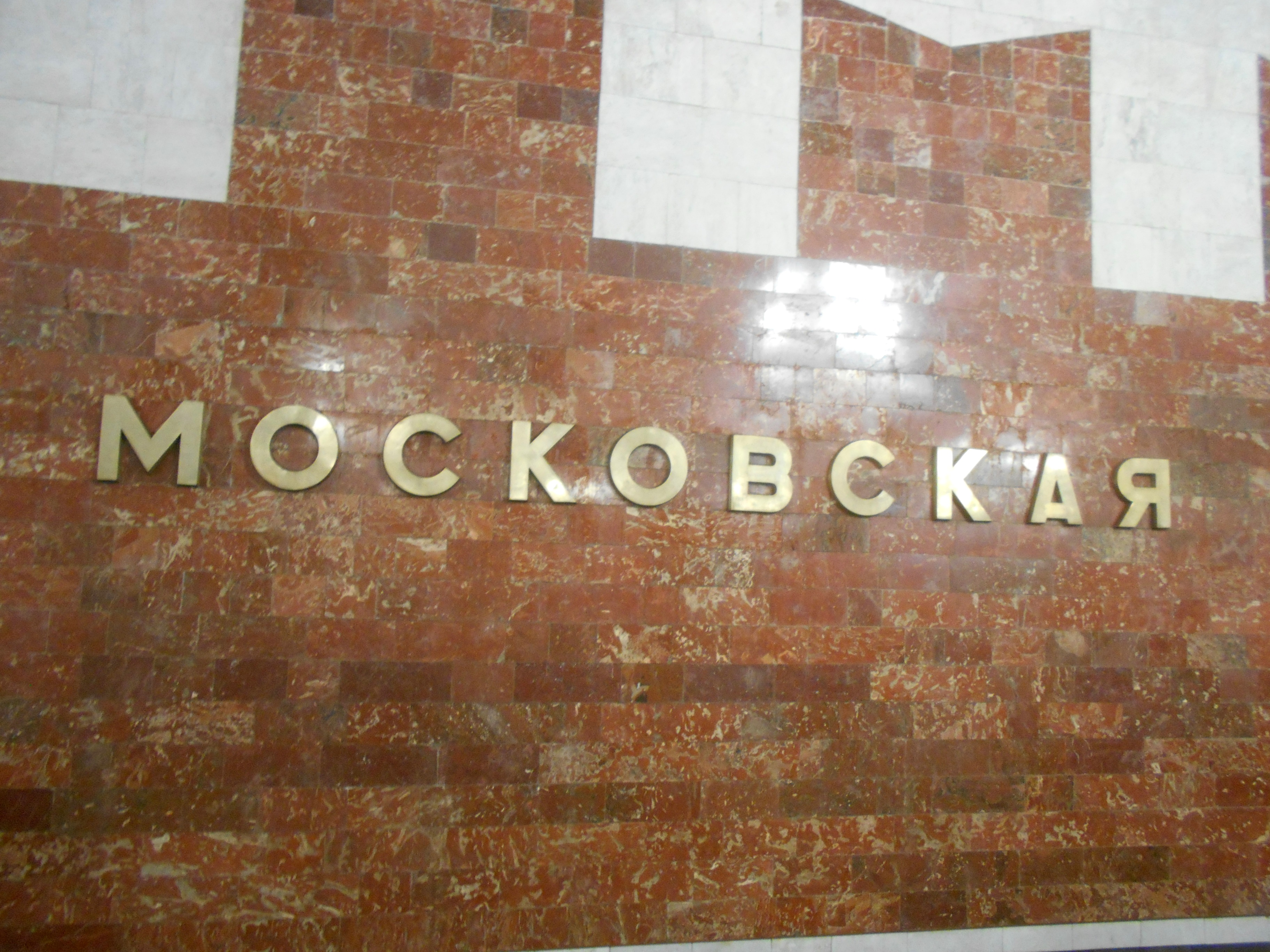
Название станции на путевой стене
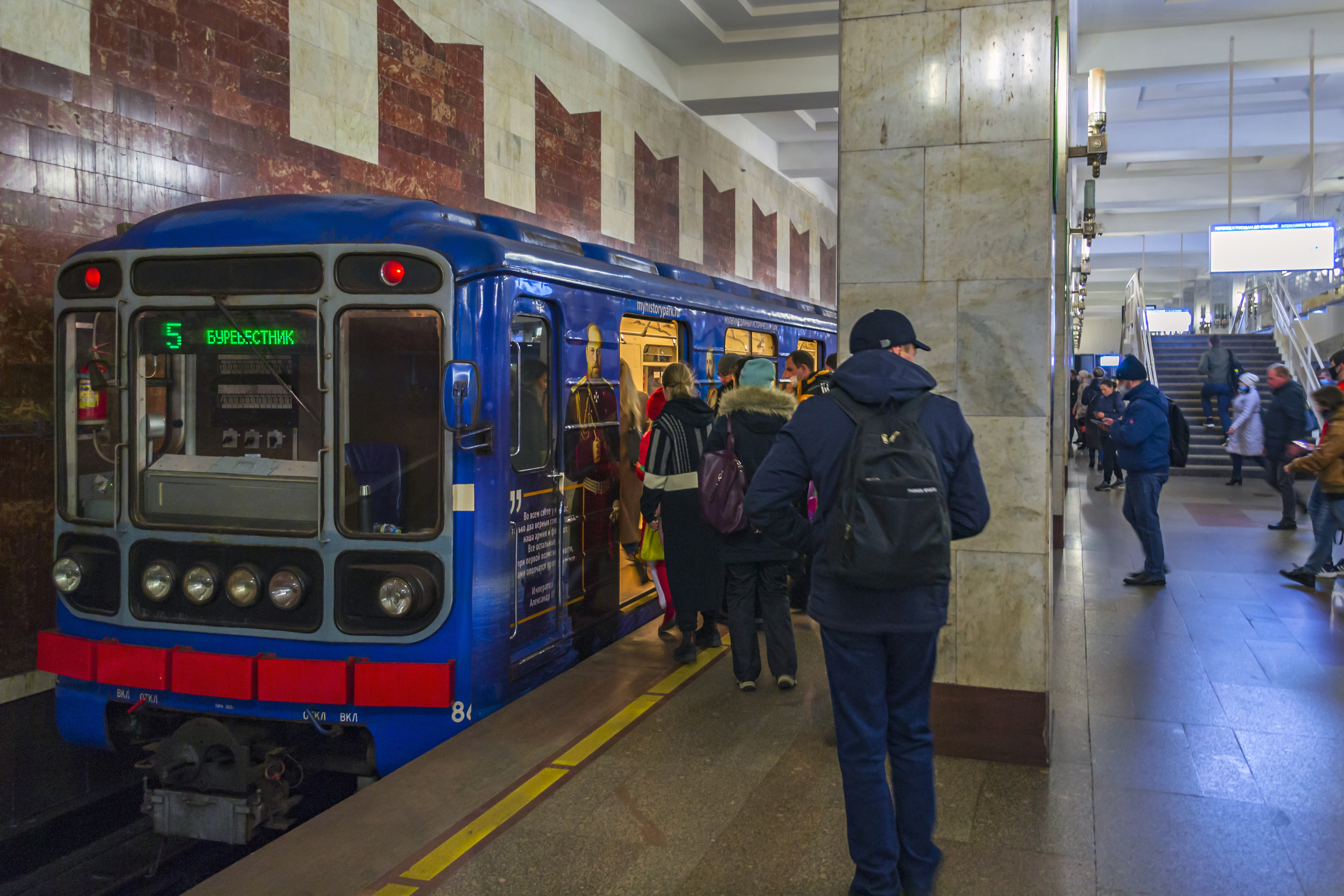
Поезд на боковом пути станции. Сормовско-Мещерская линия
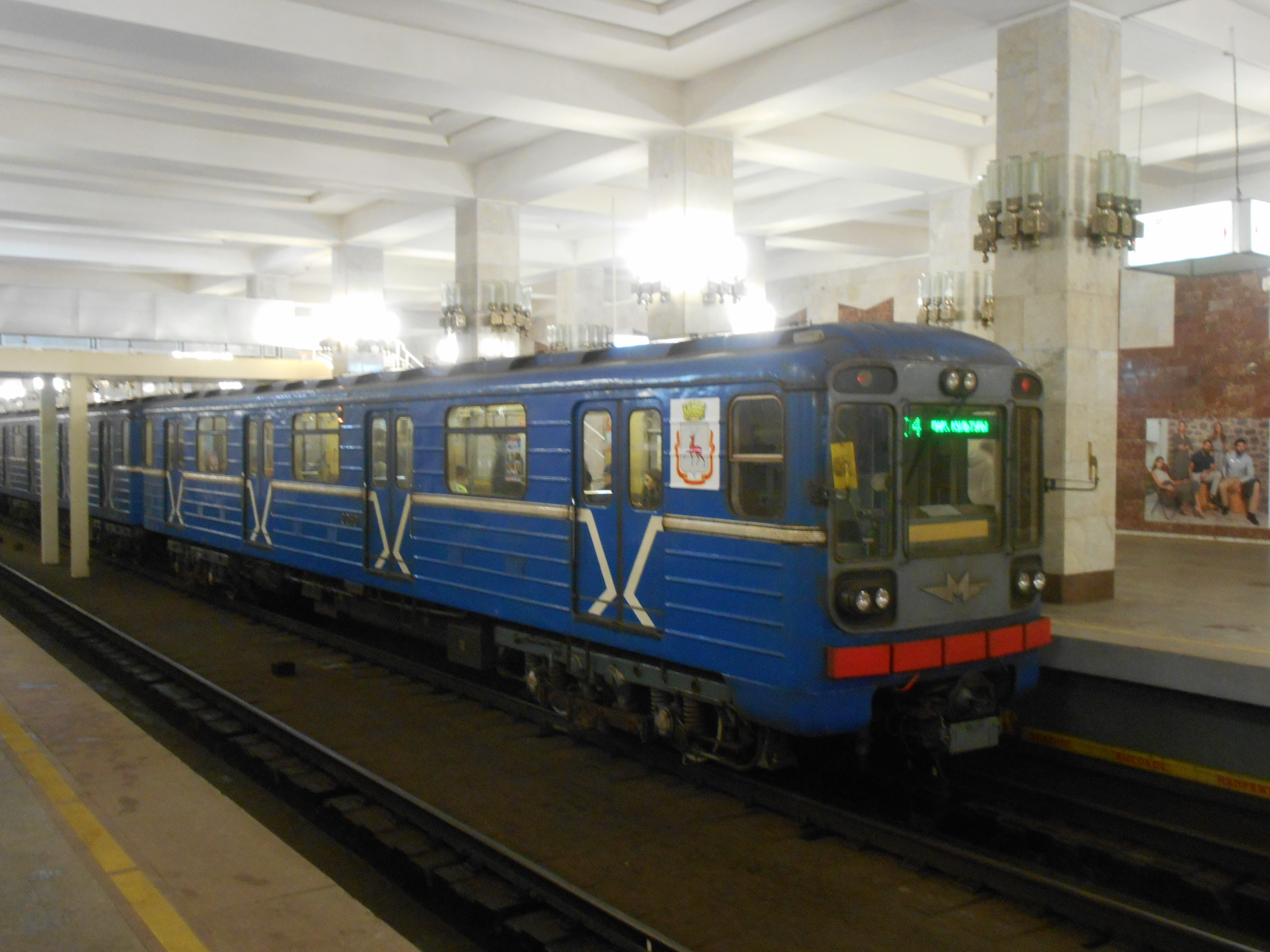
Поезд на центральном пути станции. Автозаводская линия
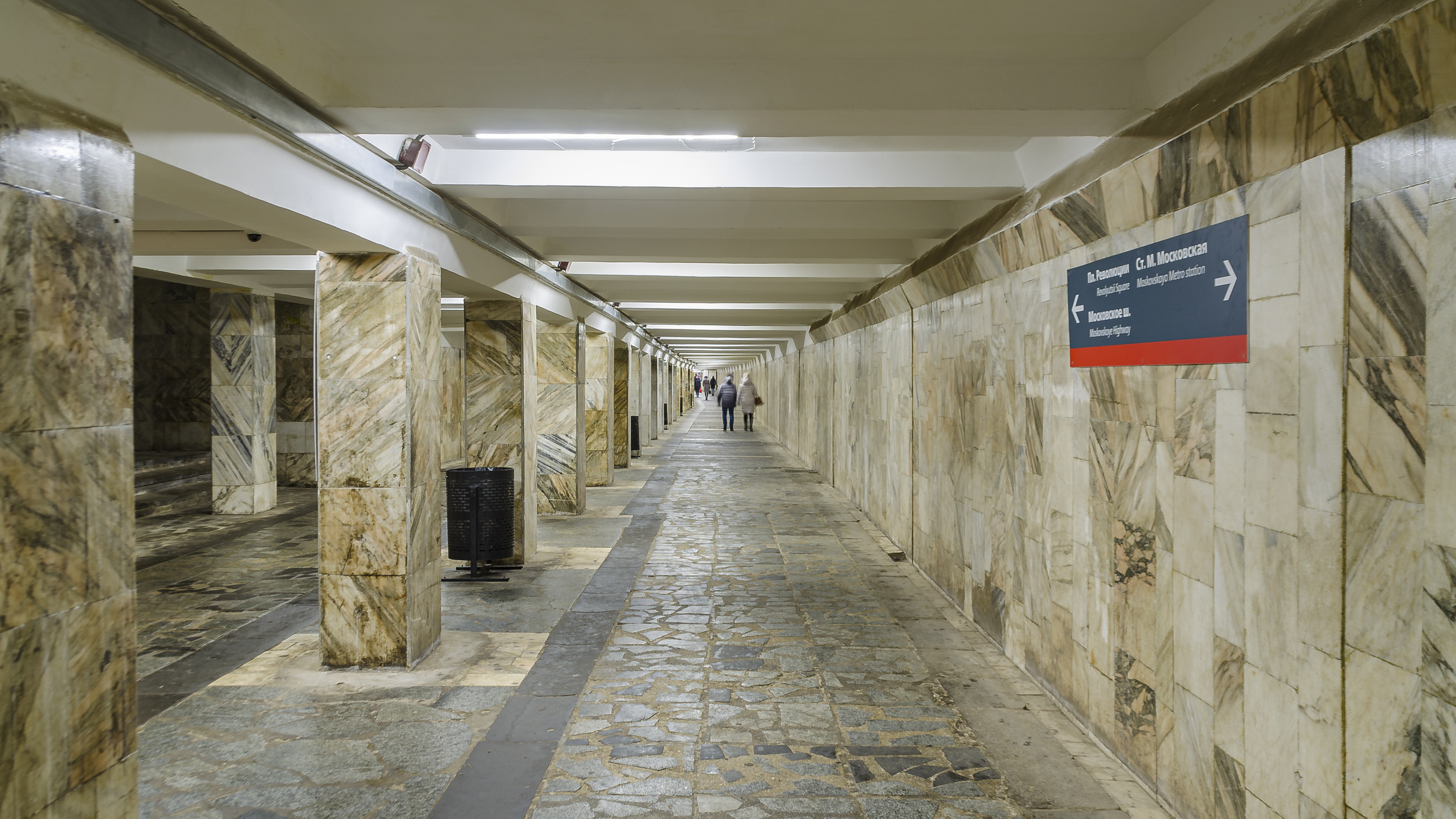
Подземный пешеходный переход между станцией метро и вокзалом
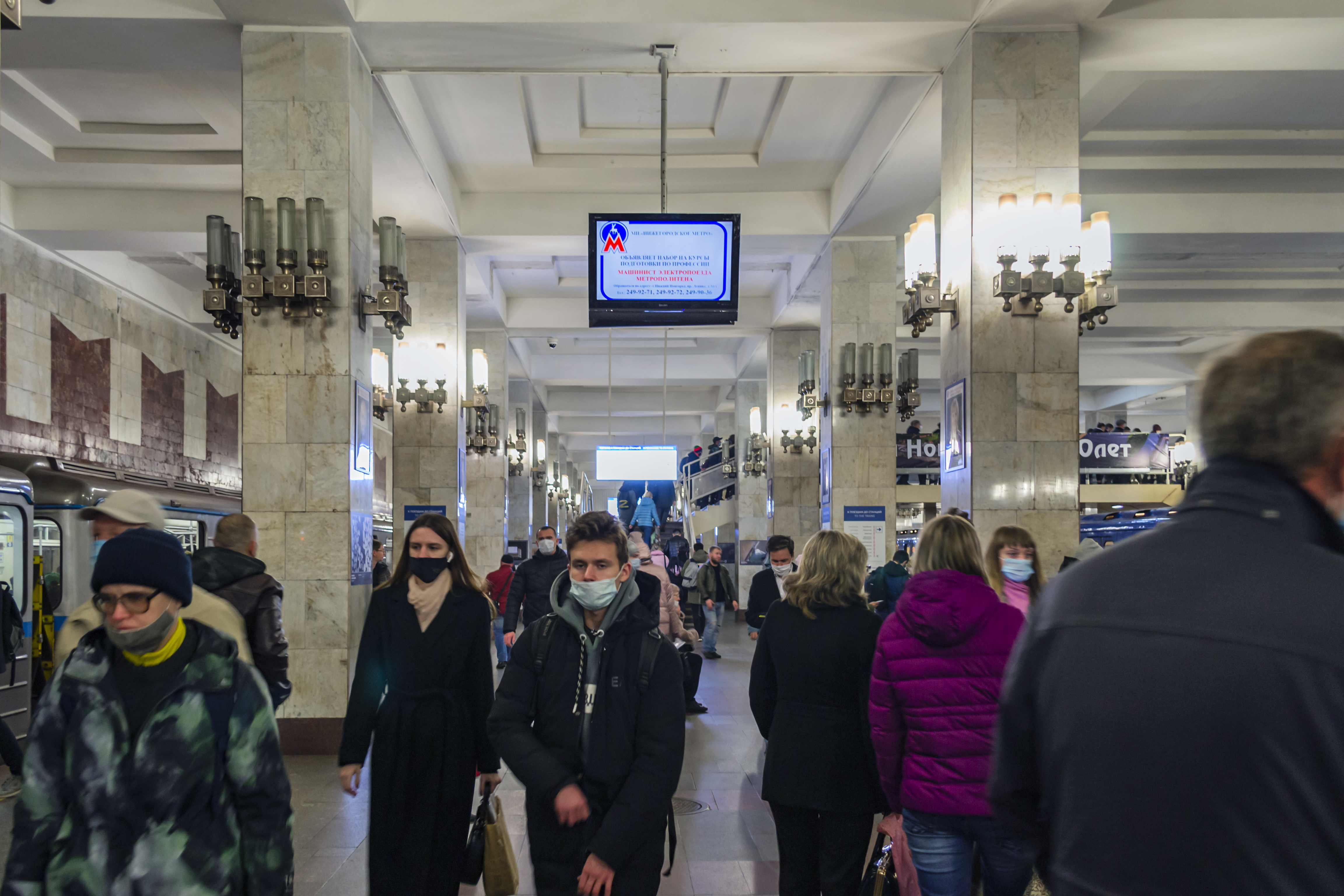
Час пик на платформе